# Glàndula de Meibom

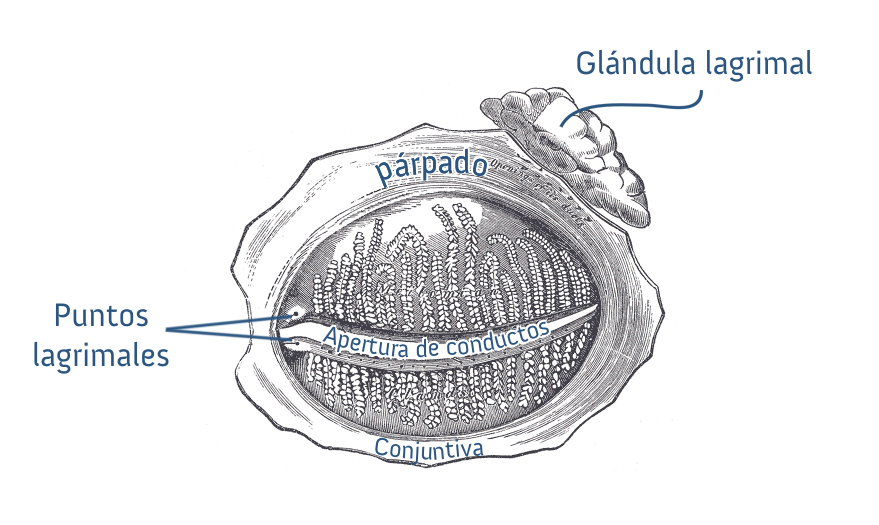
Disposició de les glàndules de Meibom a les parpelles superior i inferior.

Les  glàndules de Meibom o glàndules tarsals, en llatí  glandulae tarsalis , són glàndules sebàcies que estan situades a les parpelles superior i inferior i produeixen una secreció composta per diferents substàncies, entre les que abunden diversos lípids com fosfolípids, triacilglicerols i esterols lliures. Aquesta secreció forma part de la pel·lícula lacrimal i prevé la seva evaporació.
Hi ha unes 50 glàndules d'aquest tipus a la parpella superior i 25 a l'inferior. El seu nom es deu al metge alemany Heinrich Meibom (1638 - 1700) que les va descriure per primera vegada.
L'obstrucció en el conducte de sortida d'alguna d'aquestes glàndules té com a conseqüència la formació d'un petit quist a la parpella que es coneix com a calazi.